# Presa valuosa
Presa valuosa (títol original en anglès: The Tall T) és una pel·lícula de western estatunidenca dirigida per Budd Boetticher i estrenada el 1957. Ha estat doblada al català.

## Argument
Després d'haver perdut el seu cavall en una aposta, Pat Brennan es troba anant a peu pel desert. Feliçment, una diligència conduïda pel seu amic Ed Rintoon passa a prop. No es tracta de la relació regular sinó d'un transport particular reservat pels joves casats Willard i Doretta Mims per al seu viatge de noces. Doretta és la filla del més ric propietari de la regió. Quan els quatre passatgers arriben a l'estació relleu, l'indret sembla buit: L'encarregat Hank Parker i el seu fill Jeff no responen als crite de Brennan.
Mentre que busquen Hank i Jeff, els quatre viatgers són sorpresos per tres bandits amagats a la casa: Frank Usher i els seus dos homes, Chink i Billy Jack. Abaten Rintoon quan intenta apoderar-se d'un fusell, després prenen com a ostatge els tres altres protagonistes. Els malfactors tenien per intenció de robar d'apuntar el comboi de les 17 h, amb el qual han confós la diligència especial reservada per la parella. Per tal de salvar la seva pell, Willard ven la seva dona als brivalls: els ensenya la fortuna del seu pare i els proposa d'utilitzar Doretta per demanar un rescat. Frank accepta, envia Billy Jack i Willard a reclamar 50.000 dòlars.
Esperant el botí, els bandits i els ostatges marxen a amagar-se en un desert de roques. Allà, les tensions s'intensifiquen entre els personatges. Frank no vol matar Brennan, ja que aprecia l'home. Per contra, abat Willard per la covardia de què ha donat prova envers la seva dona. Doretta s'adona que el seu matrimoni era completament artificial i cau als braços de Pat. Finalment, mentre Frank marxat pel lliurament del rescat, Brennan aconsegueix posar els dos acòlits contra el seu cap. Chink s'allunya per la seva banda del campament per intentar veure Frank. Pat ho aprofita per mofar-se del jove Billy Jack. Arriba llavors a agafar Chink. Llavors, Pat i Doretta paren una trampa a Frank i recuperen els diners que porta el fugitiu. Deutor de clemència, Brennan deixa marxar Franck. Tanmateix, aquest últim ho aprofita i torna immediatament a la càrrega per intentar recuperar el rescat. Brennan es veu obligat a matar el lladre.

## Repartiment
- Randolph Scott: Pat Brennan
- Richard Boone: Franck Usher
- Maureen O'Sullivan: Doretta Mims/Dorothy
- Arthur Hunnicutt: Ed Rintoon
- Skip Homeier: Billy Jack
- Henry Silva: Chink
- John Hubbard: Willard Mims
- Robert Burton: Tenvoorde
- Fred Sherman:Hank Parker
- Robert Anderson: Jace
- Chris Olsen: Jeff Parker

## Producció
- A la seva autobiografia[3] Budd Boetticher assenyala que el títol originalment previst (The Captives ) va ser abandonat, ja que una altra pel·lícula ja havia estat registrada amb aquest títol.[4]
- Segons The Hollywood Reporter (Juliol de 1955), els drets sobre la novel·la de Elmore Leonard havien estat en principi comprats per Batjac Productions, la societat de producció de John Wayne, Andrew McLaglen havent de realitzar la pel·lícula. El desembre de 1955, la mateixa revista anunciava que Budd Boetticher havia de dirigir la pel·lícula per Batjac.[4]

## Al voltant de la pel·lícula
- Presa valuosa és la primera història d'Elmore Leonard a ser portada a la pantalla.[4]
- Budd Boetticher i Randolph Scott ja havien treballat junts a Seven Men from Now  l'any abans.
- El pel·lícula va ser completament rodada a Alabama Hills (Califòrnia).